# Podocarpus spinulosus
Podocarpus spinulosus là một loài thực vật hạt trần trong họ Thông tre. Loài này được (Sm.) R.Br. ex Mirb. miêu tả khoa học đầu tiên năm 1825.